# Детский парк имени Жуковского (Владикавказ)
Детский парк имени Жуковского — парк, находящийся в Промышленном муниципальном округе города Владикавказа (Северная Осетия, Россия). Расположен в квадрате улиц Кирова, Революции, Генерала Масленникова и Тимирязевского переулка. Является памятником природы Северной Осетии (№ 1510153). Площадь парка — 1,6 га.

## История

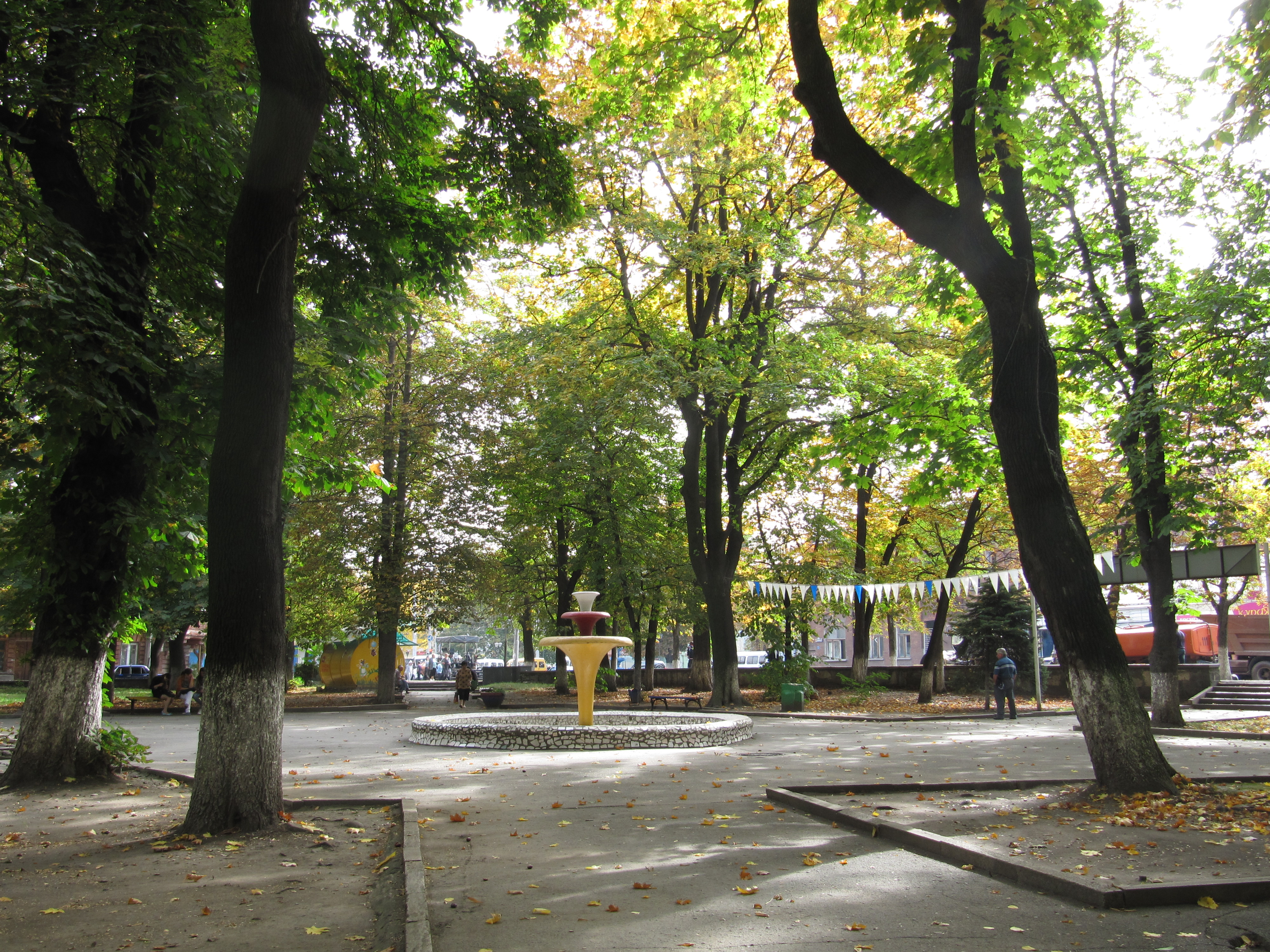
Детский парк имени Жуковского

Парк назван в честь русского поэта В. А. Жуковского.
Изначально на месте парка находилась площадь, которая сформировалась в середине XIX века и была отмечена на плане г. Владикавказа как Александровская площадь. Название площади происходило от располагавшейся здесь церкви Александра Невского, которая была построена на средства Навагинского полка. При церкви было также кладбище, на котором были похоронены видные граждане города.
В 1934 году церковь Александра Невского была разрушена и на её месте был разбит сквер. В 1937 году Александровская площадь была отмечена на карте города как Сквер имени Жуковского.
7 марта 1939 года городские власти поручили обустроить на этом месте детский парк имени Жуковского, который был открыт 1 июля 1939 года.
Кладбище просуществовало до 1950-х годов.

## Биология
В парке произрастают ясень, клён остролистный, конский каштан, липа сердцелистная и липа бегониелистная. Деревья достигают высоты до 20 метров, диаметр стволов составляет от 40 до 60 см. В задней части парка на границе с улицей Генерала Масленникова произрастают по одному дереву катальпы, туи западной колоновидной и кипарисовника Лавсона.
Травянистый покров почти отсутствует. Между деревьями преимущественно находятся мёртвые зоны. Из травянистые растений произрастают сныть и свинорой пальчатый.
Среди животных в парке встречается жаба зелёная и среди птиц — голубь сизый, горлица кольчатая, скворец обыкновенный, сорока, грач, ворона серая, славка серая, славка черноголовая, горихвостка обыкновенная, синица большая, лазоревка обыкновенная, воробей домовой и зяблик.

## Интересные факты
- В середине 1970-х годов в парке был установлен самолет ТУ-124, который простоял до начала 1990-х годов.
- В парке также имеется детские сказочные скульптуры и маленький фонтан.

## Источник
- План г. Владикавказа (Фрагмент. «Карта Кавказского края». Издание картографического заведения А. Ильина. СПб. 60-70 гг. XIX в).
- План г. Орджоникидзе, 1937 г.
- Владикавказ. Карта города, изд. РиК, Владикавказ, 2011
- Кадыков А. Н., Улицы, переулки, площади и проспекты г. Владикавказа: справочник, изд. Респект, Владикавказ, 2010, стр. 425—427, ISBN 978-5-905066-01-6
- Киреев Ф. С., По улицам Владикавказа, Владикавказ, Респект, 2014, стр. 169—171, ISBN 978-5-905066-18-4.
- Торчинов В. А., Владикавказ., Краткий историко-краеведческий справочник, Владикавказ, Северо-Осетинский научный центр, 1999, 221 стр., ISBN 5-93000-005-0